# ماورو دي بيليجريني
ماورو دي بيليجريني (بالإيطالية: Mauro De Pellegrin)‏ هو دراج إيطالي، ولد في 10 أكتوبر 1955 في كاستلنوفو دي سوتو في إيطاليا.

## وصلات خارجية
- ماورو دي بيليجريني على موقع أرشيف الدراجات (الإنجليزية)
- ماورو دي بيليجريني على موقع إحصائيات الدراجات الإحترافية (الإنجليزية)
- ماورو دي بيليجريني على موقع CycleBase (الإنجليزية)
- ماورو دي بيليجريني على موقع اللجنة الأولمبية الدولية (الإنجليزية)
- ماورو دي بيليجريني على موقع أوليمبيديا (الإنجليزية)